# Kitty och armbandsmysteriet
Kitty och armbandsmysteriet (The password to Larkspure Lane) är en Kittybok från 1958. Boken är skriven av Carolyn Keene under pseudonymen Carolyn Keene och den översattes av Anders Linder och trycktes av B.Wahlströms bokförlag 1966.